# Casa Haartman

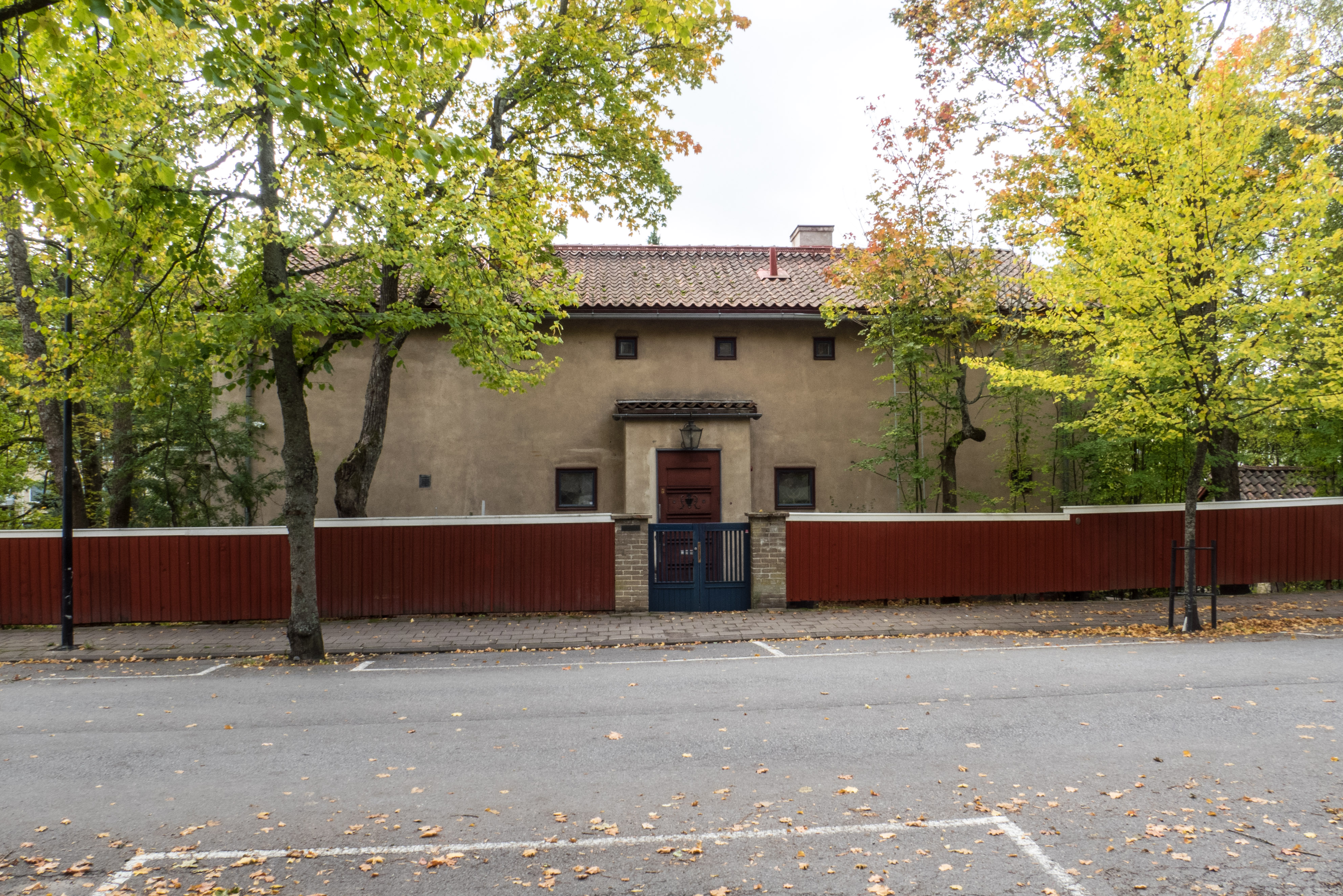
Casa Haartmans fasad år 2018.

Konstnärshemmet Casa Haartman är ett museum i Nådendal.
Byggnaden är ritad 1925-26 av den kända Åboarkitekten Erik Bryggman (1891-1955) enligt tidens rådande sparsmakade arkitekturideal. Bryggman hade varit Axel Haartmans elev vid Åbo ritskola och ritade huset på uppdrag av sin tidigare lärare, som 1923 hade blivit intendent för Åbo konstmuseum.
Den tegelmurade villan i två våningar blev både paret Axel och Hedvig Haartmans hem och Axel Haartmans ateljé. Till det yttre är huset Erik Bryggmans skapelse, men inomhus har Axel Haartman stått för utsmyckningen och interiörerna pryds av konstnärliga vägg- och takmålningar, som han själv har gjort.
I augusti 2017 överlät föreningen Hedvigs Minne, som har förvaltat Axel och Hedvig Haartmans forna hem sedan Axel Haartmans död 1969, Casa Haartman till Stiftelsen för Åbo Akademi. I donationen ingick en omfattande konstsamling som består av cirka 500 målningar och skisser av Axel Haartman, textiler, böcker, möbler, föremål samt konstverk av andra konstnärer, som till exempel Victor Westerholm, Wäinö Aaltonen, Fanny Churberg och Helene Schjerfbeck.